# دانشکده معماری، مهندسی معماری و برنامه‌ریزی شهری
دانشکده معماری (به لاتین: UCLouvain Faculty of Architecture) یک دانشکده در بلژیک است.